# Lisa Palfrey
Lisa Palfrey (País de Gales, 9 de fevereiro de 1967) é uma atriz galesa, conhecida por interpretar Cynthia na série Sex Education.